# TV Azteca
Televisión Azteca, S.A.B. de C.V. – meksykańska telewizja należąca do firmy Grupo Salinas. Jest to druga co do wielkości firma typu mass media w Meksyku po Televisie. Dysponuje dwoma programami telewizyjnymi: Azteca 7 oraz Azteca Uno, oraz koordynuje trzeci: ADN 40. Trzy programy mają filie w różnych większych lub mniejszym miastach Meksyku.
TV Azteca koordynuje także Azteca Internacional, która jest emitowana w 13 państwach Mezoameryki i Ameryki Południowej, Azteca América jest programem w Stanach Zjednoczonych.

## Kanały telewizyjne

### Naziemny
- Azteca Uno – nadaje lokalne telenowele
- Azteca 7 – nadaje zagraniczne seriale telewizyjne i filmy
- A Más – nadaje zagraniczne telenowele
- ADN 40 – nadaje programy informacyjne

### Kabel
- Az Clic!
- Az Mundo
- Az Corazón
- Az Cinema
- Azteca Uno -1 hora
- Azteca Uno -2 horas
- Romanza+ África – współwłasność z Venevisión

### Kanały międzynarodowe
- Azteca América (zamknięte)
- TV Azteca Guatemala
- TV Azteca Honduras